# Бетсі Брандт
Бетсі Брандт-Олсен (англ. Betsy Brandt-Olsen; нар. 14 листопада 1976, Бей-Сіті, Мічиган, США) — американська акторка.

## Раннє життя
Бетсі Брандт народилася 14 листопада 1976 року в Бей-Сіті (штат Мічиган, США). У 1991 році закінчила Західну середню школу в місті Оберн.
Закінчила Іллінойський університет в Урбана-Шампейн з кваліфікацією бакалавр витончених мистецтв. Також навчалась в Гарвардському університеті на театральному факультеті королівської консеваторії в Глазго.

## Кар'єра
Брандт грала у виставі за п'єсою «Багато галасу з нічого» в аризонському театрі, в «Control+Alt+Delete» в репертуарному театрі Сан-Хосе, в «смішному шахрайстві» Бет Хетлі, в «Мовному архіві» Джулії Чо в репертуарному театрі «південного узбережжя» і в «Наступною осінню» театру Геффена. Бетсі знімається в кіно з 1998 року.
Брандт у різні роки з'явилася в епізодах телесеріалів «Без сліду», «Справедлива Емі», «Швидка допомога», «Юристи Бостона», «Практика» та «Морська поліція: Спецпідрозділ».
В даний час грає Марі Шрейдер в серіалі каналу AMC «Пуститися берега».

## Особисте життя
Брандт одружена з Грейді Олсеном. У пари є двоє дітей, молодший з яких народився в 2008 році.

## Фільмографія
| Рік  |   | Українська назва | Оригінальна назва | Роль |
| ---- | - | ---------------- | ----------------- | ---- |
| 2012 | ф | Супер Майк       | Magic Mike        |      |